# سيرجيو ريفاس
سيرجيو ريفاس (بالإسبانية: Sergio Rivas)‏ هو لاعب كرة قدم مكسيكي في مركز الوسط، ولد في 3 أكتوبر 1997 في Parral, Chihuahua ‏ في المكسيك. لعب مع نادي رينو 1868.

## وصلات خارجية
- سيرجيو ريفاس على موقع الدوري الأمريكي (الإنجليزية)
- سيرجيو ريفاس على موقع قاعدة بيانات كرة القدم.إي يو (الإنجليزية)